# دریک ویبلی
دریک جیسون ویبلی (انگلیسی: Deryck Jason Whibley؛ زادهٔ ۲۱ مارس ۱۹۸۰) یا بیزی دی، موسیقی‌دان، خواننده، ترانه‌سرا و تهیه‌کننده موسیقی اهل کانادا است.
او خوانندهٔ اصلی و نوازندهٔ گیتار ریتم در گروه راک کانادایی سام ۴۱ است بابت فعالیت‌های هنری‌اش، با این گروه برندهٔ جایزه جونو شده است.